# Achille Fould
Achille Fould
Vista da sepultura.
Achille Marcus Fould (Paris, 17 de novembro de 1800 — Tarbes, 5 de outubro de 1867) foi um financista e político francês que foi quatro vezes ministro da Fazenda entre 1849 e 1867. Figura importante do Segundo Império Francês, sua política foi descrita como “conservadora por instinto, liberal por reflexão”.

## Vida familiar e pessoal
Achille Fould nasceu em 17 de novembro de 1800 em Paris, o terceiro filho do banqueiro franco-judeu Beer Léon Fould e de Charlotte, nascida Brullen. Em 1823, casou-se com Henriette (Harriet) Goldschmidt (1800–1870), também filha de um banqueiro e irmã de Adolphus Goldsmith. Eles tiveram três filhos: Adolphe-Ernest (1824–1875), Charlotte-Amélie (1826–1917) e Gustave Eugène (1836–1884).
Em 1847, Fould adquiriu uma propriedade em Tarbes, que posteriormente foi ampliada com base em projetos do arquiteto Louis-Jules Bouchot. Em 1863, mandou construir outra casa de férias em Vichy, mais tarde conhecida como chalet des roses.
Fould se converteu ao protestantismo em 1858. Após sua morte em sua propriedade em Tarbes, seu funeral foi realizado em 14 de outubro de 1867 no Oratório Protestante do Louvre, em Paris, e enterrado no cemitério do Père-Lachaise.

## Carreira

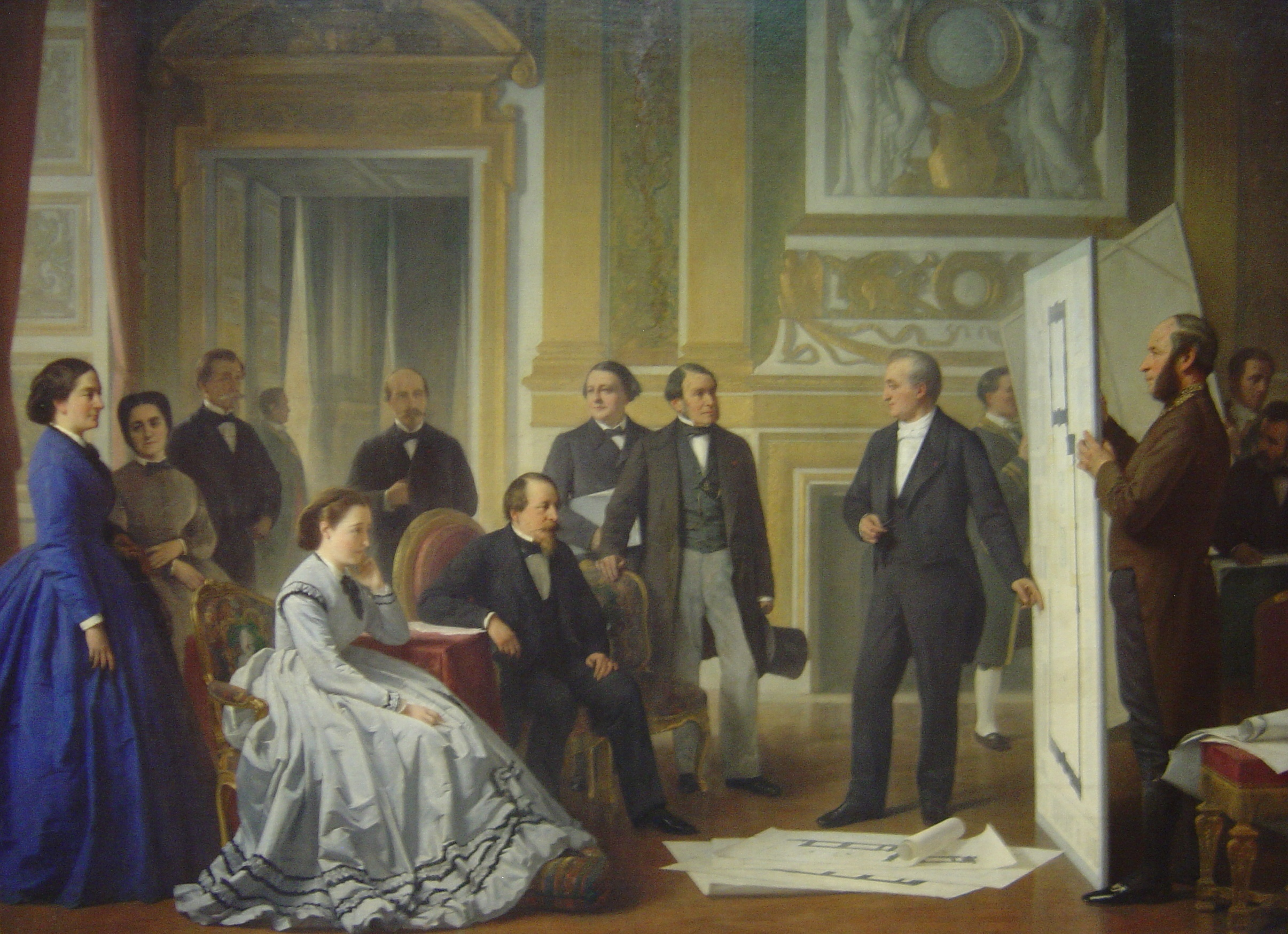
Fould (em pé à direita do centro, segurando um chapéu) assistindo à apresentação, em 1853, dos planos de Louis Visconti para a conclusão do Louvre para Napoleão III e a Imperatriz Eugênia, pintura de 1865 de Ange Tissier

Achille Fould começou sua carreira trabalhando para o banco da família, que havia sido fundado em Paris por seu pai em 1799 e que mais tarde foi dirigido por seu irmão mais velho, Benoît Fould. Após a Revolução de Julho de 1830, ele se familiarizou com os príncipes da Casa de Orleães. Em 1834, estava entre os fundadores do Jockey-Club de Paris.
Em 1839, Fould entrou para a política sendo eleito conseiller général no departamento de Altos Pireneus. Em 1842, foi eleito deputado de Altos Pireneus. Nos anos seguintes, trabalhou na Câmara dos Deputados em questões econômicas e fiscais.
Em 1848, após a revolução de fevereiro, publicou dois panfletos contra o uso de papel-moeda, intitulados Pas d'Assignats e Observations sur la question financière, respectivamente. Voltou a participar da Assembleia Nacional em 13 de setembro de 1848 como deputado do Departamento do Sena. Apesar de suas associações anteriores com os orleanistas, aproximou-se gradualmente de Luís Napoleão, que o nomeou ministro das finanças em 31 de outubro de 1849. Deixou o ministério em janeiro de 1851, mas voltou a liderá-lo entre abril e outubro de 1851.
Fould foi reconduzido ao cargo de ministro das finanças no dia seguinte ao golpe de Estado de dezembro de 1851, que ele havia ajudado a preparar, embora não estivesse diretamente envolvido em sua execução. Em 22 de janeiro de 1852, após o confisco da propriedade da Casa de Orléans, ele renunciou ao cargo de ministro das finanças, mas foi nomeado senador alguns dias depois. Em julho de 1852, foi nomeado Ministro de Estado e, em dezembro do mesmo ano, Ministro da Casa Imperial, mantendo ambos os cargos até novembro de 1860. Como tal, foi uma das figuras políticas mais poderosas do Segundo Império Francês, com grande influência sobre questões econômicas e financeiras, bem como autoridade direta sobre instituições nacionais proeminentes, como a Legião de Honra, o Institut de France, teatros, museus e bibliotecas. Supervisionou a expansão do Louvre de Napoleão III e dirigiu a Exposição Universal de Paris de 1855. Em 1857, tornou-se membro da Academia de Belas-Artes. Em 1859, durante a ausência de Napoleão III, que estava em campanha na Itália, Fould ficou efetivamente encarregado do governo da França como Secretário do Conselho Privado.
No novo Louvre, Fould recebeu um apartamento palaciano no complexo recém-construído, mais tarde conhecido como Ala Richelieu, que também abrigaria os escritórios dos dois ministérios que ele liderava. O conjunto de salas ornamentadas ainda estava inacabado quando ele se demitiu no final de 1860 e usado posteriormente pelo sucessor de Fould como Ministro de Estado, Alexandre Colonna-Walewski. Posteriormente, serviu como residência oficial do Ministro das Finanças da França, entre as décadas de 1870 e 1980. Exemplo do estilo de decoração de interiores do Segundo Império, tornou-se parte do Museu do Louvre em 1993 e, posteriormente, ficou conhecido como Appartements Napoleon III, às vezes chamado incorretamente de appartements du duc de Morny.:7 Durante a segunda metade da década de 1850, a esposa de Fould, Henriette, usou o Château du Val em Saint-Germain-en-Laye e o remodelou.
Fould renunciou novamente em novembro de 1860 em protesto contra os anúncios da política de Napoleão III, que implicavam gastos que ele considerava imprudentes, e retirou-se para sua cidade natal adotiva, Tarbes. De lá, ele fez campanha em favor de uma maior disciplina fiscal. Como a França estava perdendo a confiança dos mercados financeiros, Napoleão III acabou revertendo o curso e expressou sua aprovação aos pontos de vista de Fould. Assim, Fould pôde voltar como ministro das finanças em 14 de novembro de 1861, sucedendo seu rival Pierre Magne, a quem culpava por excessiva frouxidão. O retorno da confiança do mercado foi cristalizado na visita de Napoleão III a James Mayer de Rothschild no Castelo de Ferrières, em 18 de dezembro de 1862, orquestrada por Fould. Em seguida, Fould reduziu a dívida flutuante negociando um empréstimo de 300 milhões de francos (1863).
Em vista da baixa popularidade do regime no país e dos crescentes desafios no exterior, o imperador ficou insatisfeito com a camisa de força fiscal de Fould e entrou em conflito com seu ministro das finanças no final de 1866. Por fim, Napoleão III fez com que Fould renunciasse em janeiro de 1867; ele foi sucedido pelo político Eugène Rouher. Fould passou alguns meses viajando e depois se retirou novamente para Tarbes, onde morreu inesperadamente em 5 de outubro de 1867.

## Honras
Achille Fould foi nomeado chevalier na Legião de Honra em 1848, officier em 1850, commandeur no final de 1851, grand officier em 1854 e, por fim, grand croix, o posto mais alto, em 1856.

## Galeria

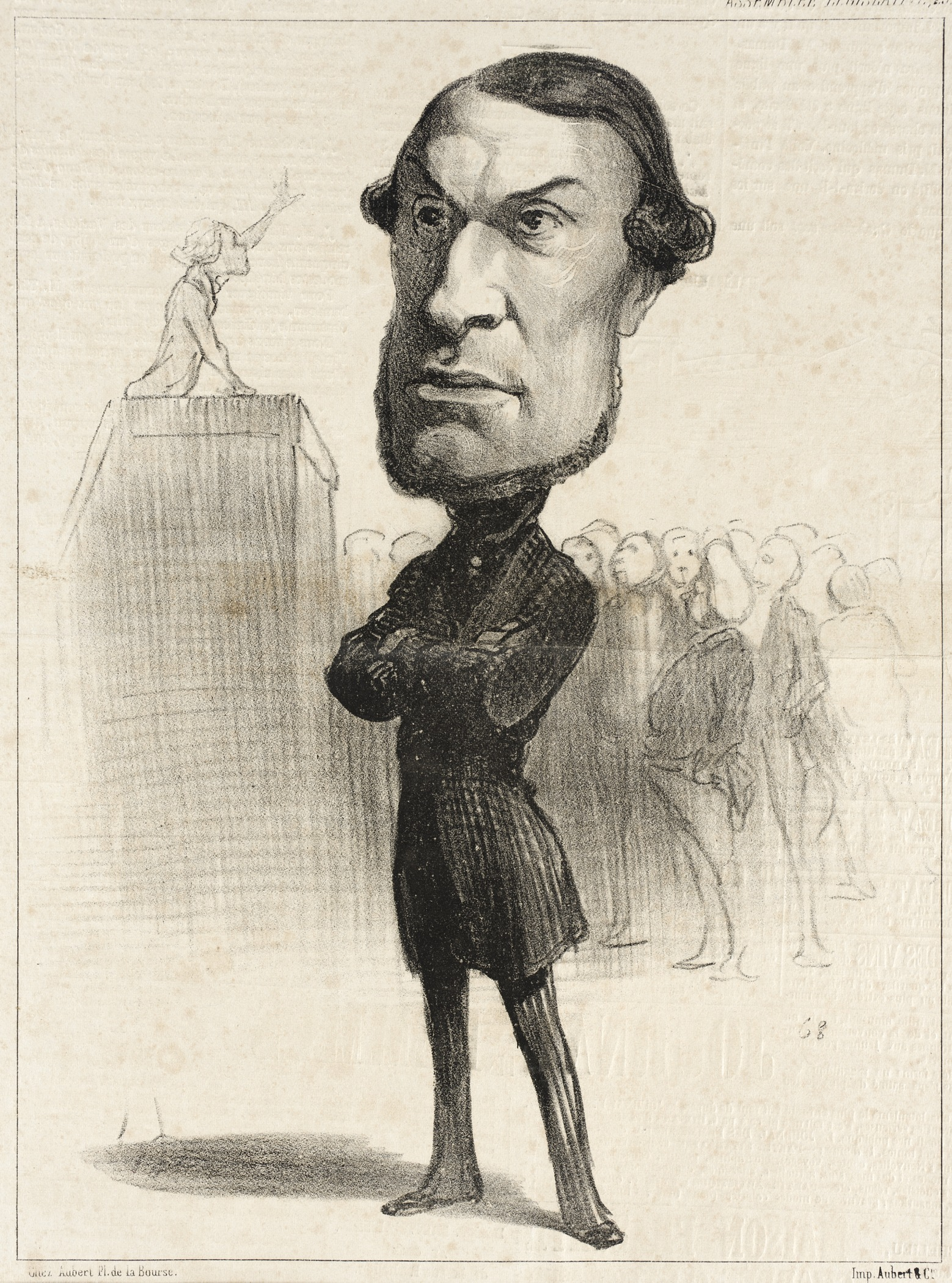
Caricatura de Fould por Honoré Daumier, 1849
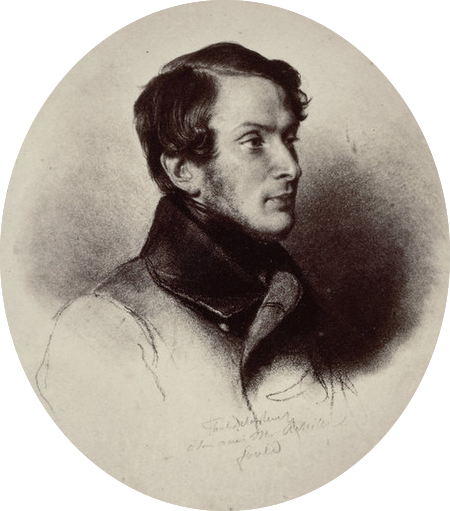
Retrato formal de Fould, 1859
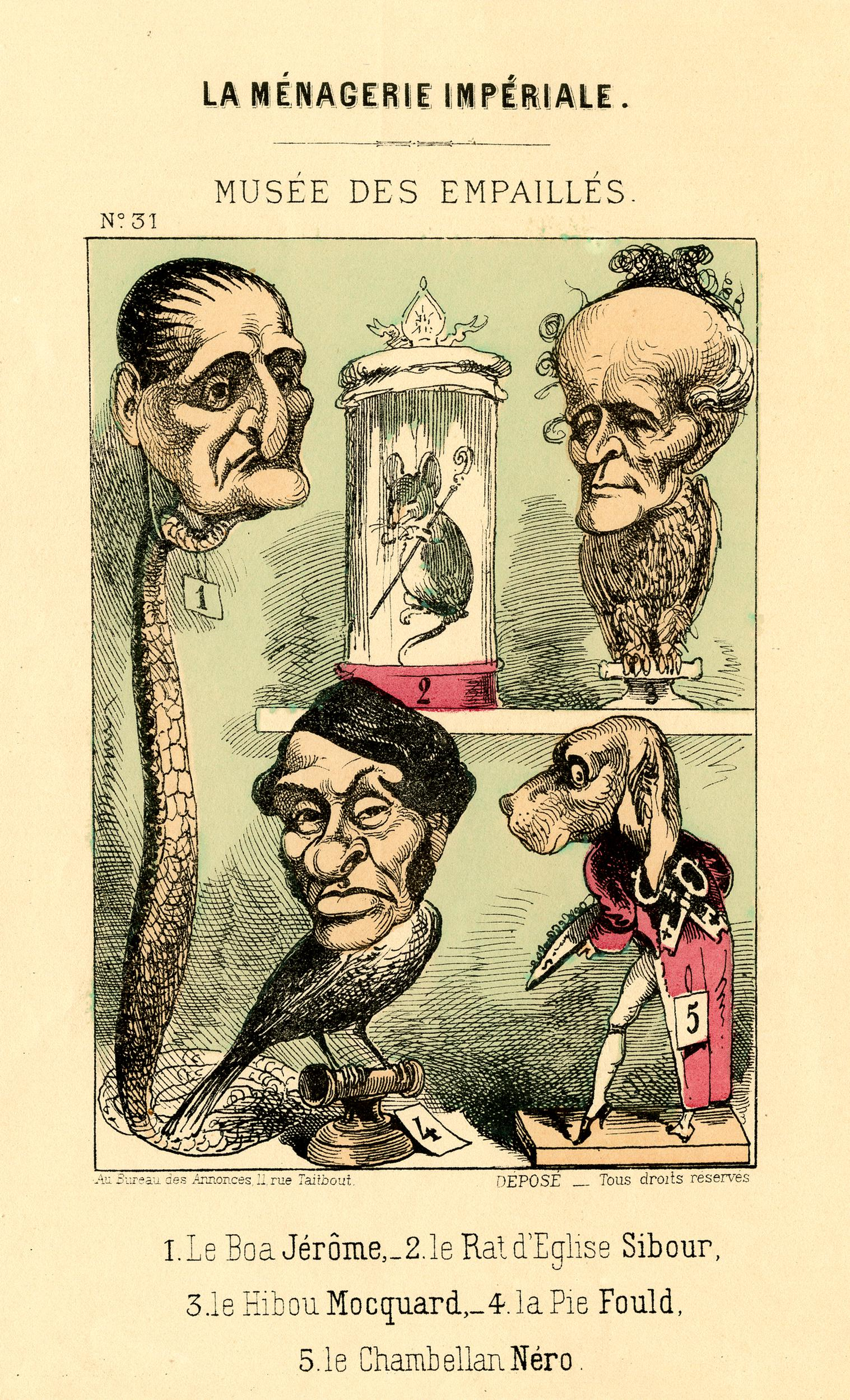
Caricatura post-mortem de Fould como uma pega (canto inferior esquerdo), 1871
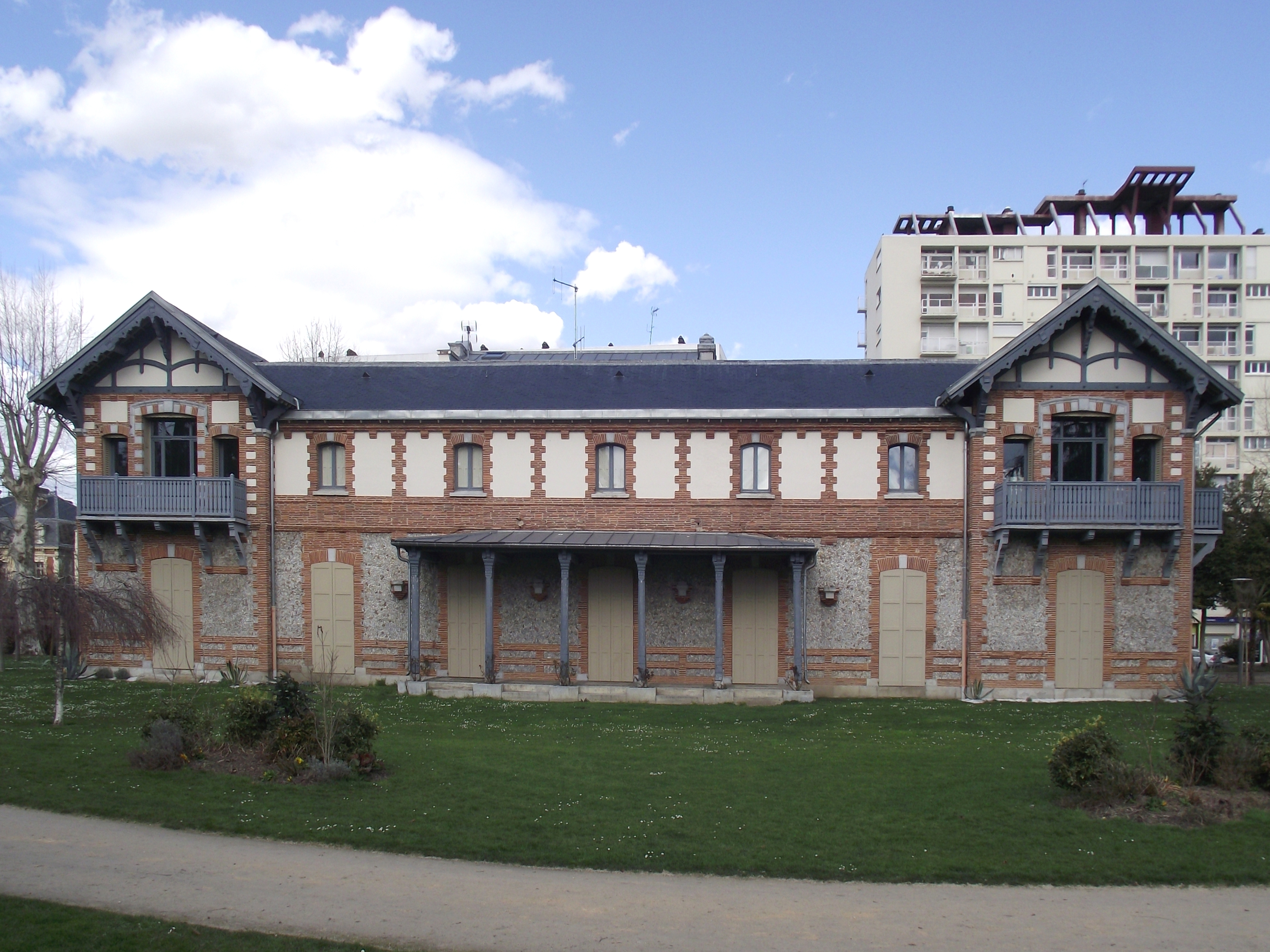
Mansão Fould em Tarbes, vista do sul
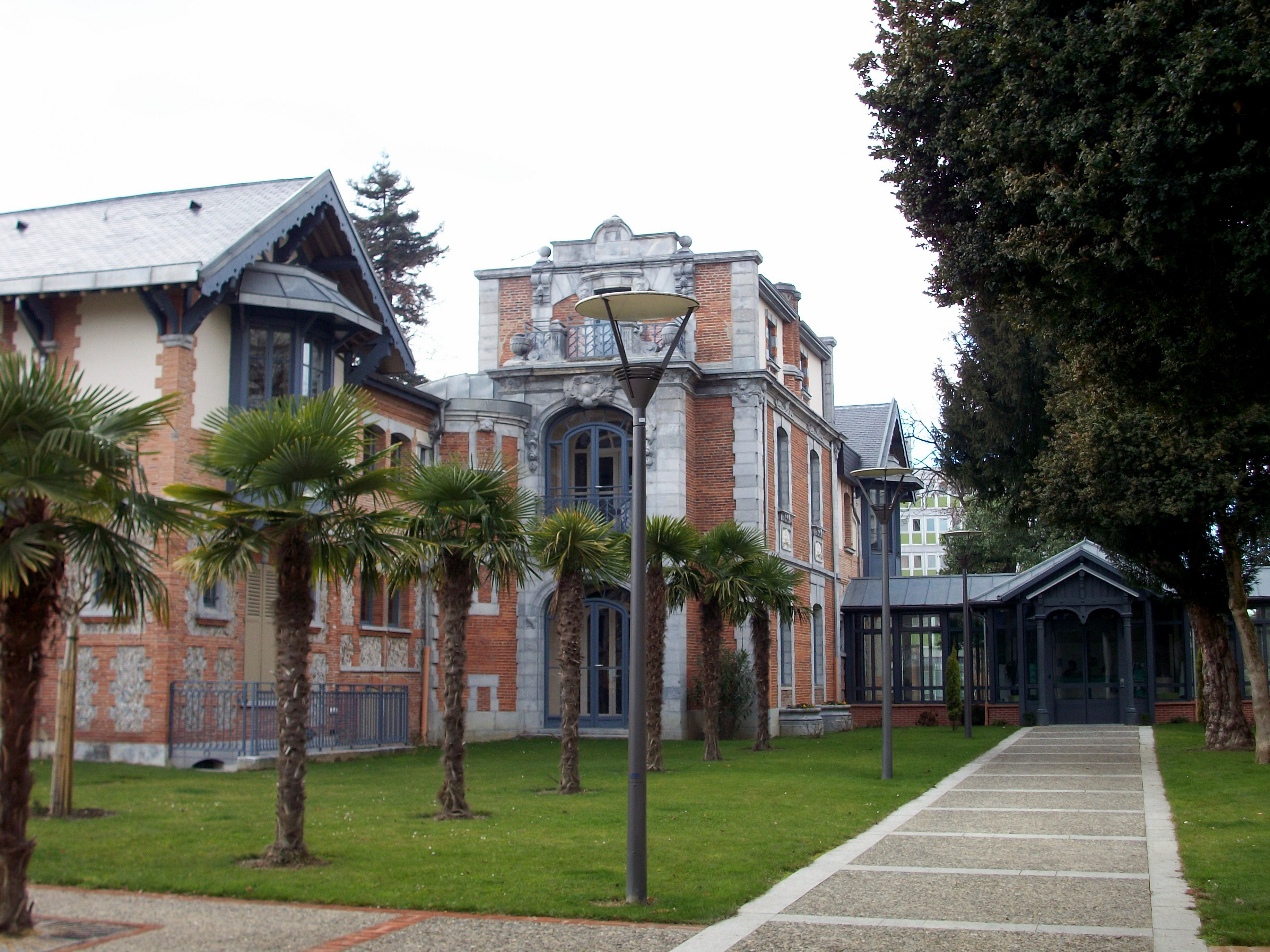
Mansão Fould em Tarbes, vista do nordeste
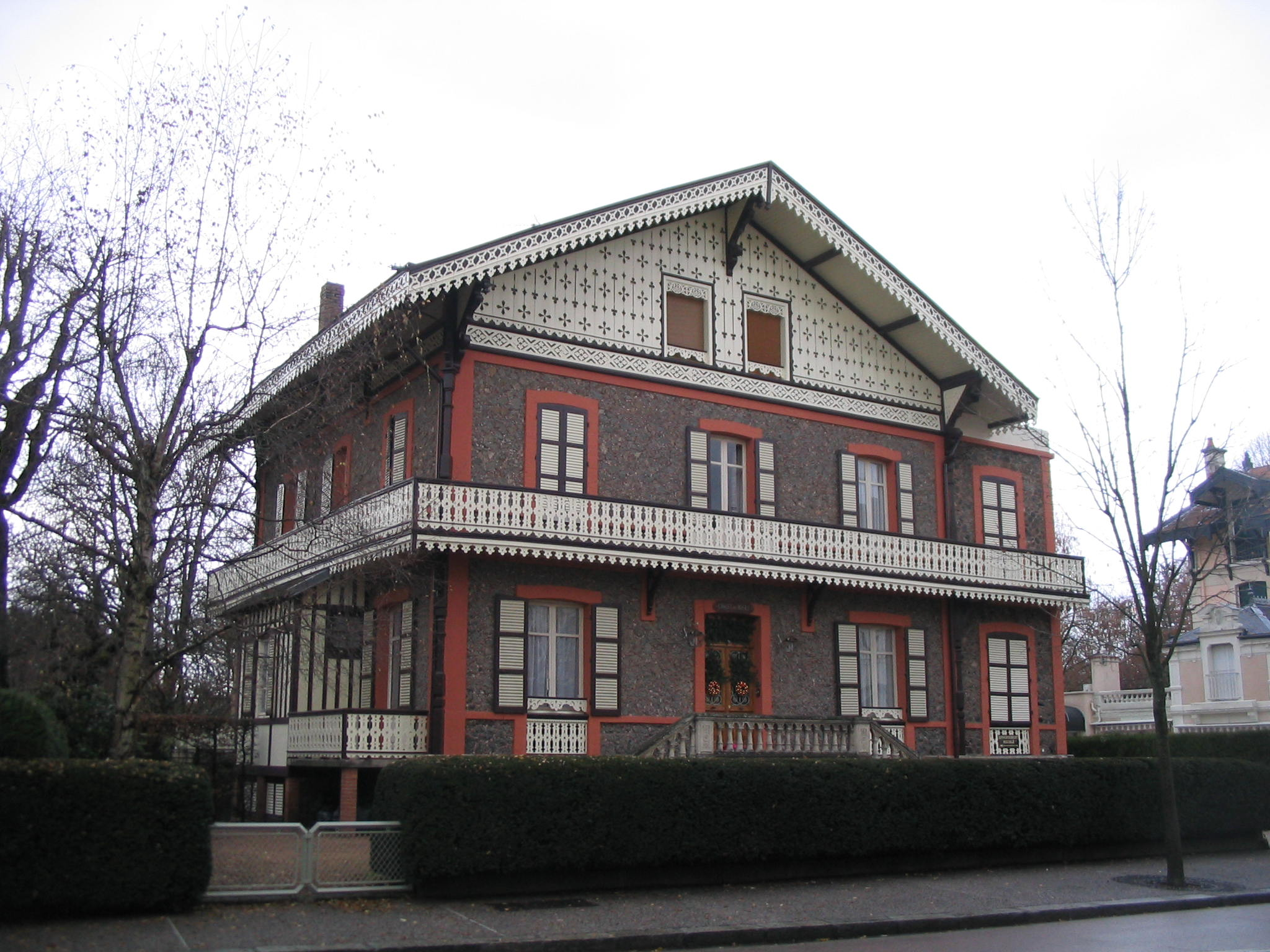
Chalet des roses de Fould em Vichy
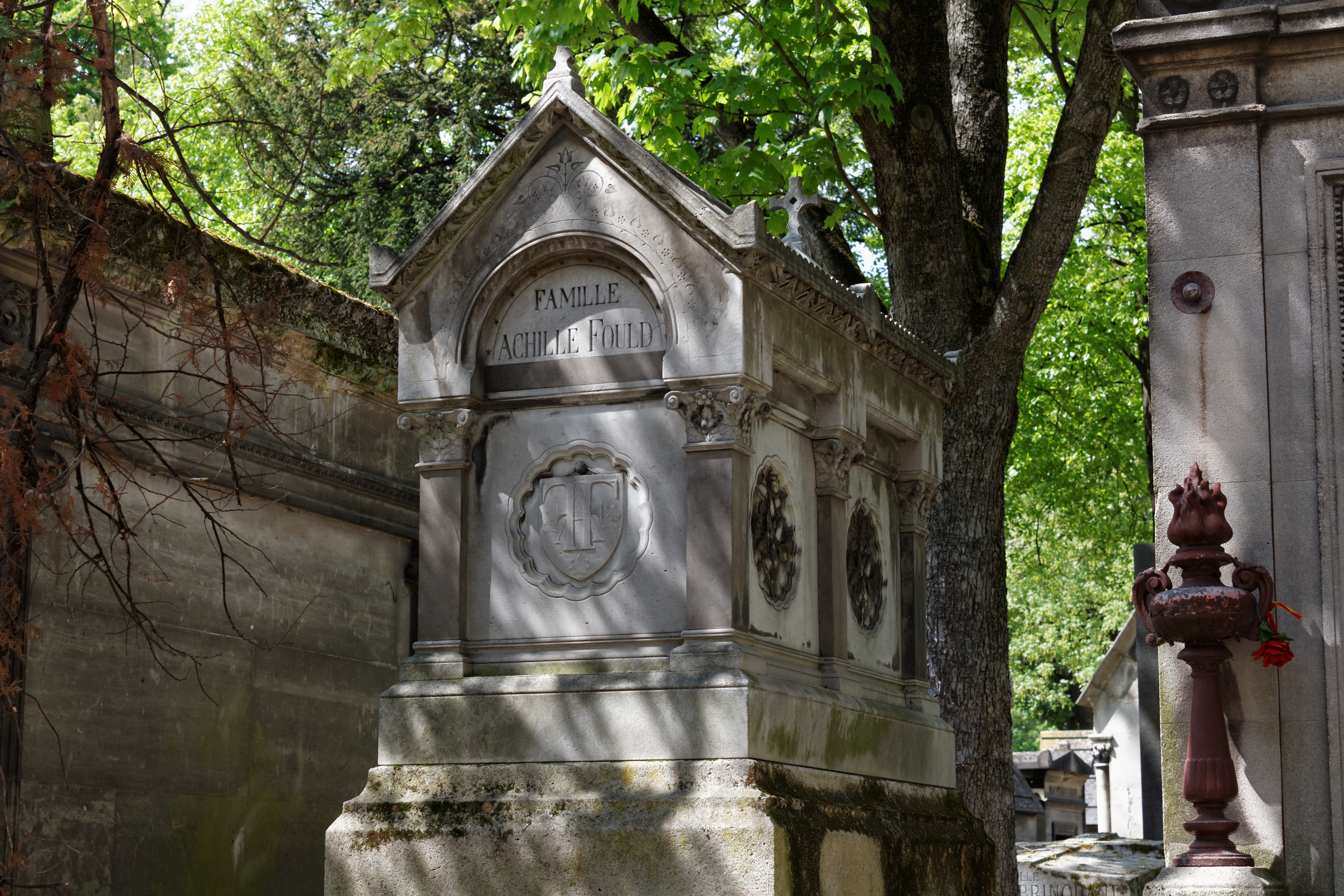
Túmulo da família Fould no cemitério do Père-Lachaise